# Antonie Brentano
Antonie Brentano urodzona jako Johanna Antonie Josefa Edle von Birkenstock (ur. 28 maja 1780  w Wiedniu, zm. 12 maja 1869  we Frankfurcie nad Menem) – austriacka filantropka, kolekcjonerka i mecenas sztuki. Była bliską przyjaciółką  Ludwiga van Beethovena, który zadedykował jej m.in. 33 Wariacje na temat walca Diabellego.

## Wczesne życie
Antonie była córką austriackiego dyplomaty, reformatora oświaty i kolekcjonera sztuki Johanna Melchiora Edlera von Birkenstock (1738–1809) oraz jego żony Karoliny Josefy von Hay (1755-1788). Miała troje rodzeństwa, z których dwoje zmarło w dzieciństwie.
Jej ojciec był cesarskim doradcą cesarzowej Marii Teresy i reformatorskiego cesarza Józefa II. Przez żonę był szwagrem Josepha von Sonnenfelsa, któremu Ludwig van Beethoven dedykował sonatę fortepianową No. 15, Op. 28, wydaną drukiem w 1801. Matka Antonie była siostrą biskupa ordynariusza hradeckiego Johanna Leopolda von Hay (1735–1794).
Od 1782 roku do około 1784 rodzina Birkenstock mieszkała we Frankfurcie nad Menem, gdzie bracia Antonie, Konstantin Wiktor i Johann Eduard, urodzili się i zmarli w dzieciństwie.  W Wiedniu rodzina mieszkała w czterdziestopokojowej rezydencji w  dzielnicy Landstraße, przy Erdberggasse 98 (obecnie Erdbergstraße 19), w której posiadali dużą  bibliotekę i duża kolekcję dzieł sztuki.
Dziesięć dni przed swoimi ósmymi urodzinami Antonie straciła matkę w wyniku epidemii. Po jej śmierci w 1788, została wysłana do szkoły w klasztorze urszulanek w Bratysławie, gdzie przebywała przez siedem lat.

## Małżeństwo
We wrześniu 1797 roku zamożny frankfurcki kupiec Franz Brentano (1765–1844), syn Petera Antona Brentano, przyrodni brat pisarza Clemensa Brentano (1778–1842) i pisarki Bettiny von Arnim (1785–1859), wysłał swoją przyrodnią siostrę Sophie Brentano (1776–1800)) i jego macochę Friederike Brentano z domu von Rottenhof (1771–1817) do Wiednia, aby spotkały się z Antonie. Franz przybył do Wiednia pod koniec 1796 roku lub na początku 1797 roku. Po długich negocjacjach z ojcem Antonie Franz i Antonie pobrali się 20 lipca 1798 roku w katedrze św. Szczepana w Wiedniu. Osiem dni po ślubie para wyjechała do Frankfurtu nad Menem, gdzie Antonie kontynuowała rozpoczętą w Wiedniu edukację muzyczną i brała lekcje gry na fortepianie.
Antonie i Franz mieli sześcioro dzieci:
- Mathilde (1799-1800)
- Georg Franz Melchior (1801-1853)
- Maximiliane Euphrosine Kunigunde (1802-1861)
- Josefa Ludovica (1804-1875)
- Franziska Elisabeth, znana jako Fanny (1806-1837)
- Karl Josef (1813-1850).

## Późniejsze życie
W sierpniu 1809 roku Antonie z trzema córkami powróciła do Wiednia, aby opiekować się chorym ojcem, który zmarł 30 października 1809 roku. Po jego śmierci Antonie pozostała w Wiedniu jeszcze przez trzy lata, aby uporządkować kolekcję dzieł sztuki ojca i nadzorować jej sprzedaż. Odziedziczyła fortunę szacowaną na 144 474 guldenów, w tym dom z ogrodem o wartości 39 950 guldenów oraz cenną księgę i kolekcję dzieł sztuki o wartości 37 935 guldenów. Franz Brentano założył oddział swojej firmy w Wiedniu, gdzie odwiedzał żonę i dzieci.
Od 8 maja do 3 czerwca 1810 roku przebywała u niej Bettina Brentano (1785-1859) razem z rodziną jej szwagra Friedricha Carla von Savigny (1779-1861). Kilka dni przed wyjazdem Bettina chciała poznać Beethovena, którego pierwszy raz odwiedziły razem 31 maja w jego mieszkaniu przy Mölker Bastei. Wkrótce stosunki między Antonie Brentano a Beethovenem stały się bardzo zażyłe. Jako przyjaciel rodziny był stałym gościem w domu Brentano, podczas gdy rodzina była jeszcze w Wiedniu. Później poświęcił jedną ze swoich najbardziej udanych dzieł, Wariacje Diabellego. W Wiedniu, w 1912 roku poznała też Johanna Wolfganga von Goethego. 3 lipca 1812 roku Antonie wraz z mężem przybyła do Pragi, skąd następnego dnia udali się do Karlowych Warów.
Po powrocie z Wiednia do Frankfurtu mąż Antonie Franz został w 1916 wybrany senatorem. Antonie była znana jako „matka biednych”, ponieważ zbierała fundusze dla biednych i pozbawionych praw obywatelskich obywateli Frankfurtu. Założyła i prowadziła kilka organizacji charytatywnych. Do grona jej przyjaciół zaliczali się także Zacharias Werner (1768-1823) i Johann Michael Sailer (1751-1832), bracia Grimm. Zarówno w Wiedniu, jak i we Frankfurcie oraz w letnim domu w Winkel koło Rheingau, prowadziła salon, w którym przebywały liczne postacie ówczesnego życia kulturalnego. Prawdopodobnie Antonie Brentano nigdy już nie przebywała po 1812 roku w Wiedniu, ale swoją willę sprzedała dopiero w 1832 roku.

## "Nieśmiertelna Ukochana"

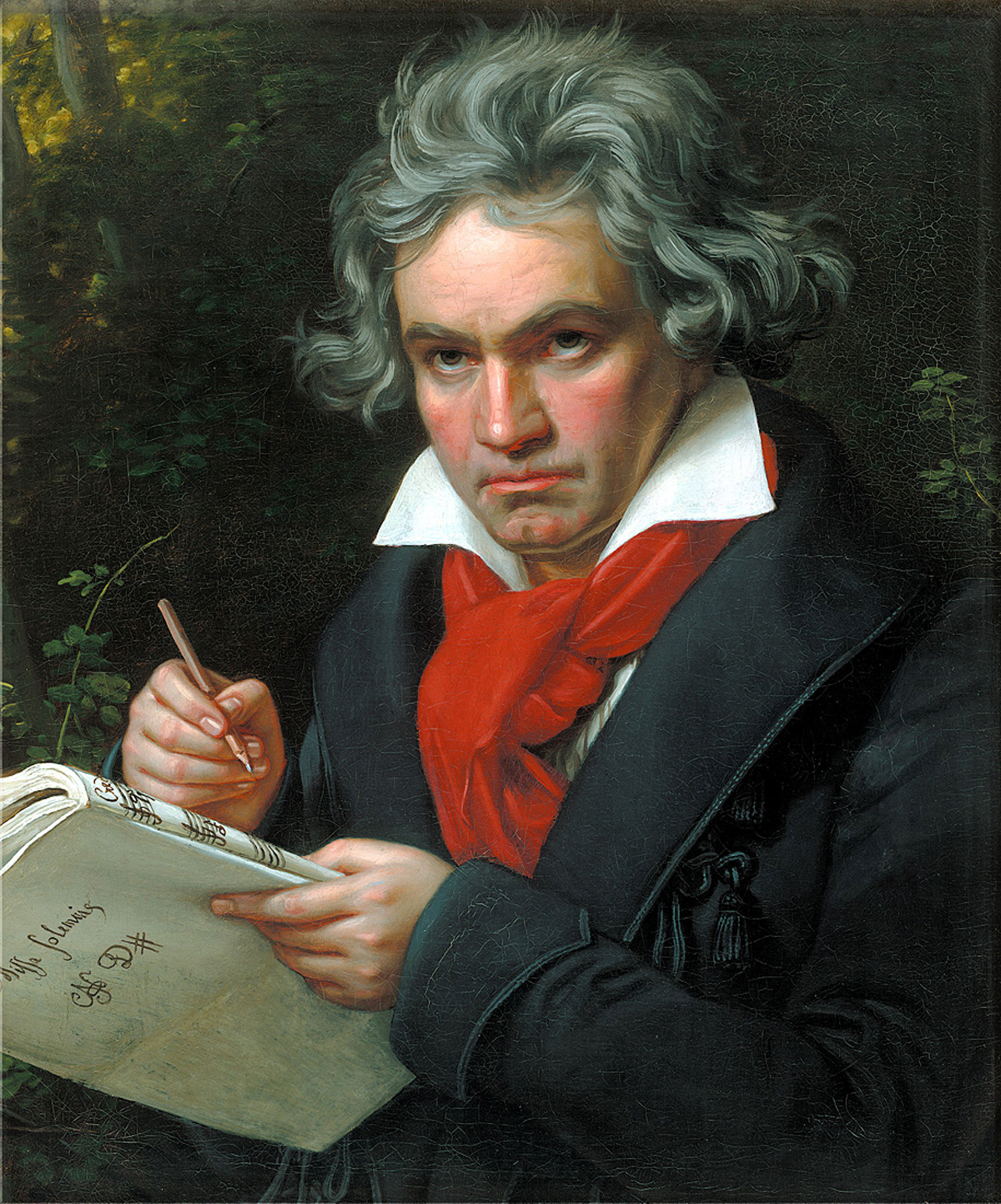
Ludwig van Beethoven
obraz Josepha Karla Stielera, 1820

Antonie Brentano przypisywane jest, przez niektórych muzykologów, że była adresatką słynnego listu Beethovena do "Nieśmiertelnej Ukochanej". Jest on wielką zagadka dla badaczy zwłaszcza, że kompozytor nie zaznaczył jednoznacznie, kiedy i gdzie list pisał. Uważa się, że powstał prawdopodobnie powstał między 6 a 7 lipca 1812 r. w czeskim kurorcie w Cieplicach, i że adresatka w tym czasie przebywała w kurorcie w Karlowych Warach, na co miałaby wskazywać litera "K".  Antonie podróżowała z mężem i to mogło być powodem, że chciał uniknąć z nią spotkania i nie wysłał tego listu.
Antonie Brentano z uwagą śledziła karierę Beethovena i prowadziła z nim liczną korespondencję, a jej mąż wspierał go finansowo. W 1820 roku zleciła malarzowi Josephowi Karlowi Stielerowi (1781-1858) wykonanie portretu Beethovena, który obecnie jest najbardziej znanym jego wizerunkiem. Wcześniej Stieler namalował jej i męża portrety, które obecnie znajdują się w Brentanohaus w Oestrich-Winkel.
Wspólny przyjaciel, niemiecko-austriackiej bankier i przemysłowiec Moritz Trenck z Tonder, poinformował Antonie Brentano w 1827 r. o śmierci Beethovena i jego pogrzebie. Również otrzymała informację o ostatnich dniach życia przyjaciela od jego brata Nikolausa Johanna.